# Срубна култура
Срубната култура (на руски: Сру́бная культу́ра; на украински: Зрубна́ культу́ра, още култура на дървените гробници) е култура от късната Бронзова епоха (XVIII-XII в. пр. Хр.). Тя наследява ямната култура, културата на катакомбите и абашевската култура.
Тя обитава областта около северното крайбрежение на Черно море и река Днепър през северното било на планината Кавказ до северното крайбрежие на Каспийско море и устието на река Волга, където по същото време се развива вероятно свързаната Андроновска култура.
Името идва от руската дума „сруб“ (дървен скелет), – начинът, по който са построени гробниците. С телата са погребвани и животински кости. Икономиката разчита на земеделие и животновъдство.

## Артефакти
|  |  |  |  |

|  | Тази страница частично или изцяло представлява превод на страницата Srubna culture в Уикипедия на английски. Оригиналният текст, както и този превод, са защитени от Лиценза „Криейтив Комънс – Признание – Споделяне на споделеното“, а за съдържание, създадено преди юни 2009 година – от Лиценза за свободна документация на ГНУ. Прегледайте историята на редакциите на оригиналната страница, както и на преводната страница, за да видите списъка на съавторите. ВАЖНО: Този шаблон се отнася единствено до авторските права върху съдържанието на статията. Добавянето му не отменя изискването да се посочват конкретни източници на твърденията, които да бъдат благонадеждни. |